# Strasbourg – Saint-Denis metróállomás
A Strasbourg – Saint-Denis egy metróállomás Franciaországban, Párizsban a párizsi metró 4-es, 8-as és 9-es metróvonalán. Tulajdonosa és üzemeltetője a RATP.

## Metróvonalak
Az állomást az alábbi metróvonalak érintik:
- 4-es metróvonal
- 8-as metróvonal
- 9-es metróvonal

## Kapcsolódó állomások
A metróállomáshoz az alábbi állomások vannak a legközelebb:
- Château d’Eau (Porte de Clignancourt, 4-es metróvonal)
- Réaumur - Sébastopol (Bagneux–Lucie Aubrac metróállomás, 4-es metróvonal)
- Bonne Nouvelle (Balard, 8-as metróvonal)
- République (Pointe du Lac, 8-as metróvonal)
- Bonne Nouvelle (Pont de Sèvres, 9-es metróvonal)
- République (Mairie de Montreuil, 9-es metróvonal)